# Franz Christoph von Rothmund
Franz Christoph von Rothmund (Dettelbach, 28 dicembre 1801 – 30 novembre 1891) è stato un chirurgo tedesco.

## Biografia
Fu il padre dell'oculista August von Rothmund (1830–1906). Studiò medicina con Ignaz Döllinger (1770-1841), Cajetan von Textor (1782-1860) e Johann Lukas Schönlein (1793-1864) all'Università di Würzburg, e con Karl Ferdinand von Gräfe (1787-1840) all'Università di Berlino.
Dal 1823, prestò servizio come medico di corte a Miltenberg, svolgendo poi incarichi simili a Volkach. Nel 1843 divenne professore all'Università di Monaco, ottenendo in seguito il titolo di Obermedicinalrath.
Rothmund è noto per il suo lavoro che comporta la "chirurgia radicale" di ernie. Si ritirò dalla medicina nel 1871, e al momento della sua morte era considerato il "decano dei chirurghi tedeschi".

## Opere
- Dissertatio inauguralis de oscitatione, 1824
- Ueber Radical-Operation beweglicher  Leistenbrüche : mit 8 Kupfertafeln, 1853.[1]